# Vislava
Vislava je žensko osebno ime.

## Izvor imena
Ime Vislava je različica ženskega osebnega imena Vita.

## Pogostost imena
Po podatkih Statističnega urada Republike Slovenije je bilo na dan 31. decembra 2007 v Sloveniji število ženskih oseb z imenom Vislava: 22.

## Osebni praznik
Osebe z imenom Vislava lahko godujejo skupaj z Vitami.